# Афанасьев, Виктор Леонидович
Виктор Леонидович Афанасьев (1947—2020) — советский и российский учёный-астрофизик, доктор физико-математических наук, профессор. Лауреат Государственной премии СССР (1991) и Государственной премии Российской Федерации (2003). Директор САО РАН (1985—1993)

## Биография
Родился 1 мая 1947 года в Киеве.
С 1968 по 1973 год обучался в Киевском государственном университете. С 1973 года начал свою научно-исследовательскую работу в Специальной астрофизической обсерватории АН СССР в должностях: младшего, старшего и ведущего научного сотрудника этой обсерватории, занимался исследованиями галактических структур, за исследования которых В. Л. Афанасьеву было присвоена учёная степень доктора физико-математических наук. 
С 1985 по 1993 год — директор Специальной астрофизической обсерватории РАН. С 1993 по 2020 год — главный научный сотрудник Лаборатории спектроскопии и фотометрии внегалактических объектов Оптического сектора САО РАН. Член диссертационного совета Института прикладной астрономии РАН.
Афанасьевым совместно с сотрудниками обсерватории впервые в Советском Союзе и России были  разработаны и внедрены на телескопе методы двухмерной и мультиобъектной спектроскопии. При непосредственном участии В. Л. Афанасьева проводились сравнительные спектральные и фотометрические исследования нормальных и сейфертовских галактик. В 2005 году им были выполнены поляриметрические исследования активных ядер галактик, малых тел Солнечной системы,
пекулярных звезд и гравитационных линз. Афанасьевым был разработан и реализован новый научный метод для определения масс чёрных дыр в ядрах галактик на основе спектральной поляриметрии в широких эмиссионных линиях. В. Л. Афанасьев являлся автором более 250 научных трудов, им были разработаны специализированные приборы для астрофизических исследований на малых и больших российских телескопах.
В 1991 году Указом Президента СССР «за создание цифровых телевизионных средств для исследования предельно слабых астрономических объектов на БТА АН СССР» Виктор Леонидович Афанасьев был удостоен Государственной премии СССР.
В 2003 году Указом Президента Российской Федерации  «за работу «Предсказание и открытие новых структур в спиральных галактиках»» Виктор Леонидович Афанасьев был удостоен Государственной премии Российской Федерации в области науки и техники.
Умер 21 декабря 2020 года в посёлке Нижний Архыз Зеленчукского района Карачаево-Черкесской республики.

## Награды
- Орден Дружбы народов (1999 — «За большой вклад в создание радиоастрономической обсерватории "Светлое" комплекса "Квазар-КВО" и многолетний добросовестный труд»[7])
- Медаль «За трудовое отличие» (1981[8])

### Премии
- Государственная премия СССР (1991 — «за создание цифровых телевизионных средств для исследования предельно слабых астрономических объектов на БТА АН СССР»[4])
- Государственной премии Российской Федерации в области науки и техники (2003 — «за работу «Предсказание и открытие новых структур в спиральных галактиках»»[5])